# Methylarseenzuur
Methylarseenzuur is een toxisch organische verbinding van arseen en heeft als brutoformule CH5AsO3. De stof komt voor als een witte hygroscopische vaste stof, die zeer goed oplosbaar is in water. Methylarseenzuur is een derivaat van arseenzuur, waarbij de OH-groep is vervangen door een methylgroep.

## Toxicologie en veiligheid
Methylarseenzuur ontleedt bij verhitting, met vorming van giftige dampen van arseenoxiden. De oplossing in water is een matig sterk zuur. Het reageert met reductoren, reactieve metalen (zoals ijzer, aluminium en zink), met vorming van het giftige methylarsine.
De stof is irriterend voor de ogen, de huid en de luchtwegen.